# Jozjasz (książę Waldecku i Pyrmontu)
Jozjasz, książę Waldecku i Pyrmontu (niem. Josias Erbprinz zu Waldeck und Pyrmont; ur. 13 maja 1896 w Arolsen, zm. 30 listopada 1967 w Balduinstein) – dziedziczny książę, późniejszy Wyższy Dowódca SS i Policji i SS-Obergruppenführer.

## Życiorys
Był członkiem NSDAP od 1 listopada 1929, w Schutzstaffel od 2 marca 1930. Był nazistowskim posłem do Reichstagu w latach 1933–1945. Później był wyższym dowódcą SS i Policji w regionie Fulda-Werra (okręg wojskowy IX) od 6 października 1938 do 8 maja 1945 z siedzibą na rodowym zamku Schaumburg. Był współodpowiedzialny za funkcjonowanie obozu koncentracyjnego Buchenwald, który położony był na obszarze jego władzy policyjnej – stąd pośrednio był odpowiedzialny za zbrodnie popełnione w tym obozie.

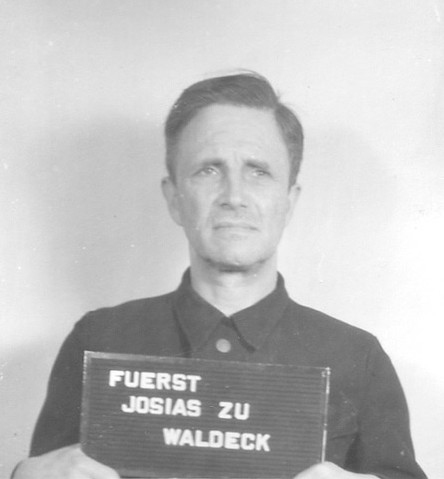
Książę Jozjasz podczas procesu załogi Buchenwaldu

W procesie załogi Buchenwaldu przed amerykańskim Trybunałem Wojskowym był jedynym oskarżonym, który nie należał do personelu obozu. 14 sierpnia 1947 został skazany na karę dożywotniego pozbawienia wolności, w związku z pełnioną przezeń zwierzchnią władzą nad obozem Buchenwald. Karę zamieniono mu jednak najpierw na 20 lat więzienia, a ostatecznie zwolniono go 1 grudnia 1950 ze względu na zły stan zdrowia. Zmarł w 1967 na zamku Schaumburg w Balduinstein.

## Rodzina
Był najstarszym synem Fryderyka, ostatniego panującego księcia Waldecku i Pyrmontu (młodszego brata holenderskiej królowej-matki Emmy, był więc kuzynem królowej Wilhelminy) i księżniczki Batyldy Schaumburg-Lippe. 25 sierpnia 1922 w Rastede ożenił się z księżniczką Altburgą Oldenburg (1903–2001), córką byłego wielkiego księcia Oldenburga Fryderyka Augusta II i siostrą jego szwagra (męża Heleny Waldeck-Pyrmont). Para miała razem pięcioro dzieci, w tym Wittekinda (ur. 1936), od 1988 męża Cecylii Goëss-Saurau.